# Ган-бури-Ган
Ган-бури-Ган е вожд на дивите хора от Средната земя в творчеството на Толкин.
В един момент от войната за пръстена той превежда конниците на Рохан, начело с Теоден по безопасни пътеки по време на похода към Минас Тирит.